# سيباستيان سوتو
سيباستيان سوتو (بالإنجليزية: Sebastian Soto)‏ هو لاعب كرة قدم أمريكي، ولد في 6 سبتمبر 2000 في لوس أنجلوس في الولايات المتحدة. لعب مع هانوفر 96.

## وصلات خارجية
- سيباستيان سوتو على موقع قاعدة بيانات كرة القدم.إي يو (الإنجليزية)
- سيباستيان سوتو على موقع بيانات كرة القدم. دي إي (الألمانية)
- سيباستيان سوتو على موقع ناشيونال فوتبول تيمز (الإنجليزية)
- سيباستيان سوتو على موقع Soccerway.com (الإنجليزية)
- سيباستيان سوتو على موقع عالم كرة القدم.نت (الإنجليزية)